# 日本相撲協会自立就職支援相談室
日本相撲協会自立就職支援相談室（にほんすもうきょうかいじりつしゅうしょくしえんそうだんしつ）は、日本相撲協会に設置された、力士のセカンドキャリア支援を行う外部委託機関。

## 概要
大相撲の力士は、現役引退後年寄等として協会に残ることができるのはほんの一握りであり、残ることのできない力士に対する引退後の支援は各相撲部屋の師匠任せというのが実情であった。そのため、引退後の生活がうまくいかないがための不祥事や、これを避けたいがための引退間際のトラブル、新弟子が入門する際に大成しなかった場合の不安などが懸念材料として長くあった。こうした力士の引退後の就職指導や独立支援、サポートなどを協会として行う協会内の組織として、2010年（平成22年）9月30日に理事会で承認し、同年10月1日に協会の生活指導部内に設置された。実際の始動は2011年（平成23年）初場所後となった。
協会の生活指導部長が責任者となり、外部のコンサルタント会社株式会社ウィッシュが全面委託を受けて運営している。引退力士に対する窓口は年3回の東京場所の場所後に相撲教習所内に開設され、初代責任者は岩間哲士が就任、参加者全体に対する説明会のほか個別相談にも応じる。